# シャワー (ジャグリング)

シャワーのイメージ（3ボール）

シャワー (Shower) は、ジャグリングの技の一つ。日本のお手玉で言うゆり。時計回りならば右手は常に左上に向かって投げ、左手は直線的に右手に投げる。
サイトスワップは51、71、91等が代表的。

## 手順
1. まず右手に2つのボール左手に1つのボールを持つことからスタートする。
2. 右手のボールを1つ上に投げる。
3. 右手にあるボールのもう１つの方を上に投げる。
4. 左手にあるボールを1つ右手に渡す。（横に投げるような感じで）
5. 左手で最初に投げたボールをキャッチする。
6. 右手にあるボールを1つ上に投げる。

2.3.4.5.6.を繰り返したのがシャワーになる。

## 派生技
ミニシャワー
シャワーを極限まで小さくやること。
逆シャワー
自分のなれている方と逆の手でシャワーをすること
ハイローシャワー
大きく投げるのと小さく投げるのを繰り返すように投げる。
シャワーアンダーザレッグ
シャワーのボールを足の下に何回も通す技